# Híbridos de Felinae

Híbridos felinos autenticados

Un felino híbrido es el descendiente de dos animales de diferentes especies de la subfamilia Felinae. La mayoría de los híbridos son interfértiles entre sí, aunque pocos hibridan en condiciones naturales, y no todas las combinaciones son viables (por ejemplo, entre el pequeño gato herrumbroso y el puma).

## Híbridos silvestres

### Caraval y Servical
El caraval es un cruce entre un caracal macho (Caracal caracal) y una serval hembra (Leptailurus serval), mientras que un serval macho y una caracal hembra resulta en el servical. Los primeros servicales fueron criados accidentalmente cuando los dos animales fueron alojados juntos en el zoológico de Los Ángeles. Las crías eran leonadas con manchas pálidas. Si una servical hembra se cruza con un caracal macho, el resultado es una car-servical; Si se la cruza con un serval macho, resulta en un ser-servical.

### Híbridos del géneroLynx
El blynx (o blince) es un híbrido de un lince rojo (Lynx rufus) y algunas otras especies del género Lynx. La apariencia de la descendencia depende de qué especie de lince se use, ya que el lince euroasiático (Lynx lynx) está más manchado que el lince de Canadá (Lynx canadensis). Estos híbridos han sido criados en cautiverio y también ocurren naturalmente donde algún lince no puede encontrar un miembro de su propia especie para aparearse.
Se han reportado al menos siete de estos híbridos en los Estados Unidos, fuera de cautiverio. En agosto de 2003, dos híbridos naturales entre el lince canadiense y el lince rojo fueron confirmados por análisis de ADN en la región de Moosehead de Maine. Se identificaron tres híbridos en el noreste de Minnesota. Estos fueron los primeros híbridos confirmados fuera del cautiverio. Los estudios de ADN mitocondrial demostraron que todos son el resultado de apareamientos entre linces de Canadá hembras y linces machos. Un híbrido macho de lince canadiense × lince se atrapó en 1998, se colocó con radio y se soltó, solo para morir de hambre. El híbrido femenino era fértil. En noviembre de 2003, se observó un lince moteado en Illinois, a 500 millas (804,672 km) del territorio normal del lince, pero puede haber sido una mascota híbrida escapada.
Los híbridos se parecen mucho a los linces rojos con cuerpos más grandes y pies más pequeños, pero tienen algunas características parecidas a linces de Canadá: largos mechones de orejas y colas casi completamente negras. El lince de Canadá es una especie protegida en 14 estados de EE. UU. que constituyen la parte sur de su área de distribución histórica, pero los híbridos no están protegidos y pueden ser cazados. Sin embargo, algunos individuos de Lynx de aspecto extraño pueden ser similares a los híbridos, lo que los pone en peligro de ser cazados.

### Híbridos del lince rojo × gato de la jungla: lince de la jungla
Un lince de la jungla es un híbrido entre el lince rojo (Lynx rufus) y el gato de la jungla (Felis chaus), que no debe confundirse con la raza Jungle Cat, detallada a continuación), criada como una mascota exótica. Las generaciones posteriores pueden incluir genes domésticos, ya que pueden cruzarse con las razas domésticas Savannah (gato), Mau egipcio, Serengeti y Pixie Bob, y también se han cruzado con el caracal salvaje.

### Gato montés europeo × gato de la jungla: euro-chaus
El Euro-chaus es un híbrido hecho por el hombre entre el gato montés europeo (Felis silvestris silvestris) y la especie de gato de la jungla (F. chaus). No debe confundirse con el Eurochausie, que es un cruce entre la raza Chausie doméstica y un gato montés europeo.

### Margay × ocelote: marlot
El marlot es un híbrido entre un margay macho (Leopardus wiedii) y una ocelote hembra (L. pardalis). En mayo de 1977, el Long Island Ocelot Club (LIOC) anunció el nacimiento de un marlot criado por Barbara Brocks con padres criados en cautividad. No hubo una descripción del marlot, pero las especies progenitoras tienen patrones de roseta o mármol en un fondo arenoso.

### Margay × oncilla
Hubo intentos de cruzar el margay (Leopardus wiedii)  con la oncilla (L. tigrinus) por el criador neerlandés Mme Falken-Rohrle en la década de 1950. Estos intentos parecen haber sido infructuosos.

## Hibridación doméstica × salvaje
El gato doméstico, conocido como Felis catus, F. silvestris catus, o F. Lybica catus, un descendiente del gato montés africano (F. lybica), se ha hibridado con varias especies de felinos salvajes. La mayoría de estos son híbridos artificiales (es decir, criados intencionalmente por humanos), aunque se han producido algunas hibridaciones en la naturaleza.

### Hibridaciones confirmadas del gato doméstico × híbridos felinos
Algunos emparejamientos han dado lugar a más de una variedad, criados para apariencias distintivas y diferentes porcentajes de genes felinos salvajes. Por lo tanto, pueden formar razas distintas con estándares de raza separados, aunque muchos de estos híbridos no son reconocidos por ningún registro de raza importante. Varios son el resultado del cross-breeding accidental en zoológicos, o la hibridación experimental (como con los perros lobo) para el exótico mercado de mascotas.
- Bengala: gato doméstico × gato leopardo asiático (Prionailurus bengalensis, generalmente la subespecie de P. b. bengalensis) 
  - Pantherette: Pixie-bob × gato leopardo asiático
- Ussuri: gato doméstico × gato leopardo de Amur (Prionailurus bengalensis euptailura)
- Bristol: gato doméstico × margay (Leopardus wiedii)
- Chausie: gato doméstico × gato de la jungla (Felis chaus) 
  - Jungle-bob: Pixie-bob × gato de la jungla
  - Jungle-curl: Hemingway Curl (polydactyl landrace  × American Curl)   × gato de la selva
  - Puma de piedra: gato doméstico × gato de la selva
- Gato de Kellas: gato doméstico natural × Gato montés europeo (Felis silvestris silvestris)
- Machbagral, viverral y jambi: gato doméstico × gato pescador ( Prionailurus viverrinus)
- Punjabi: gato doméstico × gato indio del desierto, una variedad de gato montés asiático (Felis lybica ornata)
- Safari: gato doméstico × gato de Geoffroy (Leopardus geoffroyii)
- Savannah: gato doméstico (incluido Bengala) × serval (Leptailurus serval)
- Gato doméstico × caracal (accidental, zoológico de Moscú, 1998)
- Gato doméstico × oncilla (Leopardus tigrinus)
- Gato doméstico × gato patinegro (Felis nigripes)
- Gato doméstico × gato herrumbroso (Prionailurus rubiginosus); híbridos naturales, India
- Gato doméstico × gato del desierto (Felis margarita); Los gatitos nacieron de una hembra doméstica, en 2013.

Cruces con razas domésticas adicionales o entre dos híbridos domésticos salvajes

- Cheetoh: Ocicat × Bengala
- Serengeti : Gato oriental × Bengala
- Junle (raza, que no debe confundirse con la especie de gato de la jungla): Bengala × Chausie 
  - Jungle Curl : American Curl (entre otros) × raza Jungle y, a veces, Bengala adicional
  - Highlander (también conocido como Highland Lynx): Desert Lynx × Jungle Curl

### Raza híbrida × felino salvaje
Híbridos de tres vías de un híbrido salvaje-doméstico a otra especie salvaje
- Afro-Chausie (nombre propuesto): Chausie × gato montés africano
- Euro-Chausie: Chausie × Gato montés europeo
- Scottie-Chausie (nombre propuesto): Chausie × Gato montés escocés
- Bengala × ocelote; dos camadas fueron entregadas por una hembra de ocelote en 2007 y 2008.

### Híbridos intentados o no confirmados
Estos cruces son de dudosa viabilidad debido a la divergencia genética entre estos géneros.
- "jaguar de Mandalan" (nombre propuesto): gato doméstico × jaguarundi (Herpailurus yagouaroundi)
- Gato doméstico × lince canadiense ( Lynx canadensis )
- Gato doméstico × lince ( Lynx rufus ): hay informes de gatos monteses que se reproducen con gatos domésticos, pero la evidencia de la descendencia sigue siendo circunstancial y anecdótica. Su interfertilidad aún no se ha demostrado científicamente.[3]
- Gato doméstico × Manul (Otocolobus manul)

### Razas con nombres ambiguos que no son híbridos
El Jaguarundi Curl no es un híbrido de jaguarundi. Es una raza doméstica experimental de patas cortas desarrollada a partir de las razas Highland Lynx/Highlander y Munchkin, llamada así por el felino salvaje de patas cortas.
El Ocicat no es un híbrido entre un gato doméstico y un ocelote. Se deriva de las razas domésticas de gato siameses y abisinios, y recibe su nombre de sus marcas que se asemejan a las marcas manchadas de un ocelote.
Las razas experimentales Desert Lynx y American Lynx se afirmaron originalmente como híbridos de lince con alrededor del 12,5% de genes silvestres. A pesar de su apariencia ligeramente similar a la del gato montés, las pruebas de ADN no detectaron ningún gen marcador de gato montés, y estos gatos ahora se consideran totalmente domésticos a los fines de la propiedad, el registro de Cat Fancy y las leyes de importación y exportación. Esto es paralelo al caso de Pixie-bob, en esa base se especuló que los gatos de la raza eran híbridos domésticos de lince, pero se demostró que eran todos domésticos.
El grupo de raza "Lynx" se ha expandido con las variedades derivadas Alpine Lynx y Highlander (anteriormente Highland Lynx). Hasta ahora, pocos de estos programas continuos de cruzamiento son reconocidos por los registros de razas como razas estandarizadas.

## Otros recursos
- I Kusminych & A Pawlowa ("Ein Bastard von Karakal Hauskatze im Moskauer Zoo" en Der Zoologische Garten Vol. 68, No. 4 (1998)) (Un híbrido de Caracal y gato doméstico en el zoológico de Moscú).
- Paul Leyhausen (Oncilla x híbridos de gatos domésticos)
- Mike Tomkies, "Wildcats" (y varios otros trabajos sobre Scottish Wildcats)
- Frances Pitt, "Animales salvajes en Gran Bretaña" (1939) (Híbridos del gato montés escocés)
- Edward Hamilton, 1896 (híbridos de gato montés escocés)